# Фотонная молекула
Фотонные молекулы являются естественной формой материи, которые также могут быть созданы искусственным путём, в котором фотоны связываются друг с другом для образования «молекулы». Этот тип частиц найден в солнечном свете. По словам Михаила Лукина, индивидуальные (безмассовые) фотоны «взаимодействуют друг с другом так сильно, что они действуют, как будто они имеют массу». Эффект аналогичен рефракции. Свет входит в другую среду, передавая часть своей энергии среде. Внутри среды, она существует как в сочетании света и материи, но она выходит как свет.
Исследователи проводили аналогии между этим явлением и вымышленным «световым мечом» из Звёздных войн.

## Создание
Специальная среда состоит из сверхохлаждённых паров рубидия в вакуумной камере. Слабым лазерным импульсом некоторое количество фотонов попадает в такую среду и при взаимодействии с высоковозбуждёнными атомами рубидия (в так называемом ридберговском состоянии) происходит дисперсия света — фотоны теряют скорость (фактически показатель преломления такой среды оказывается чрезвычайно большим). Фотоны начинают вести себя как массивные частицы с сильным взаимным притяжением. В итоге из облака атомов фотоны выходят вместе. Эффект обусловлен дипольной блокадой ридберговских атомов.

## Возможное применение
Эффект может быть использован для создания системы, которая может сохранять квантовую информацию и обрабатывать её с помощью квантовых логических операций.
Так же, учитывая то, что для управления фотонами нужна гораздо меньшая мощность, чем в случае электронов, возможно применение в классической вычислительной технике.
Не исключено создание из фотонных молекул более крупных трёхмерных структур (по аналогии с кристаллами).